# 笹原美智子
笹原 美智子（ささはら みちこ、1955年5月27日 - ）は、東京都出身の日本の柔道家。現役時代は61kg級及び65kg級の選手。

## 人物
高校を卒業後に安田火災海上に入社するも、柔道に専念するために退社した。1978年7月に講道館で初開催となった女子の体重別選手権65kg級に出場すると、決勝で今立篤子を合技で破って初代チャンピオンに輝いた。なお、この当時はプロレスラーのアントニオ猪木に憧れていて、1日6時間は稽古を積んでいたという。1979年には体重別選手権決勝で遺愛女子高校1年の八戸かおりを破って2連覇を飾った。講道館で初開催となった強化選手選考会の60kg級では3位だった。1980年には体重別選手権の61kg級決勝で八戸を破って優勝を飾り、女子としては初めての開催となる世界選手権の代表に選出された。ニューヨークのマジソンスクエアガーデンで行われた世界選手権では三井建設所属での出場となったが、初戦でフランスのマルティーヌ・ロティエに敗れた。
1981年の初頭に開催された強化選手選考会では決勝で八戸を破って今大会の初優勝を飾った。続いて名古屋で開催された環太平洋柔道選手権大会では決勝でオーストラリアのシャーリー・ダンカンを大外刈の技ありで破って、日本の女子選手として初めてとなる国際大会での優勝を果たした。体重別選手権でも決勝で八戸を破って4連覇を達成した。アジア選手権でも優勝を飾った。1982年の体重別選手権では決勝で東海大学1年の八戸に敗れて5連覇はならなかった。
引退後はエアロビクスのインストラクターになり、笹原フィットネスプランニングを主宰することとなった。その後、放送大学で大学卒業資格を得ると、筑波大学大学院へ進学して体育学の修士号を取得した。

## 主な戦績
- 1978年 -　体重別選手権　優勝　65kg級
- 1979年 -　体重別選手権　優勝　65kg級
- 1979年　- 強化選手選考会　3位60kg級
- 1980年 -　体重別選手権　優勝　61kg級
- 1981年　- 強化選手選考会　優勝　61kg級
- 1981年 -　環太平洋柔道選手権大会　優勝　61kg級
- 1981年 -　体重別選手権　優勝　61kg級
- 1981年 -　アジア選手権　優勝　61kg級
- 1982年 -　体重別選手権　2位　61kg級

(出典、JudoInside.com)